# Lac de Ribou
Le lac de Ribou, situé à 4 km au sud-est de Cholet (Maine-et-Loire), propriété de la ville, est un important plan d'eau artificiel bordé par un complexe de plein air et de loisirs.

## Accessibilité
L'autoroute A87 (Angers/La Roche-sur-Yon) longe le complexe sans le desservir directement. Pour s'y rendre en évitant le centre ville, il faut sortir de l'autoroute à Cholet-sud (sortie n°27) ou Cholet-centre (sortie n°26), rejoindre la voie inter-quartiers vers l'est de la ville, prendre la direction de Maulévrier par la RD 20 et suivre les indications Parc de loisirs de Ribou sur les panneaux routiers.
Un service d'autobus est disponible avec la ligne no 5 du réseau Choletbus qui part de l'arrêt Hôtel de ville et qui est prolongée (seulement le dimanche après-midi) jusqu'à l'arrêt Ribou.

## Réservoir d'eau potable
Avant d'être une étendue dédiée aux sports nautiques, ce lac artificiel de 80 ha, en grande partie alimenté par la Moine, fournit de l'eau potable aux habitants de l'agglomération. Mis en eau en 1958, il revendique une capacité maximale de 3,2 millions de m3. Auparavant, le précieux liquide était capté par les puits de la Ragasse situés entre Cholet et Le Puy-Saint-Bonnet,.
En même temps que le barrage une usine de traitement de l'eau est mise en service. Les aménagements s'étalent sur une vingtaine d'années, jusqu'à compter trois tranches. Le site, fortement automatisé, est en mesure de traiter jusqu'à 14 millions de litres d'eau par jour.
La modification du milieu, conjuguée avec l'importante fréquentation estivale, sont responsables au fil du temps d'un appauvrissement de la biodiversité. Celle-ci est mieux représentée au lac du Verdon attenant.

## Équipements, activités et services proposés
Le site du lac de Ribou est accessible toute l'année, aussi bien aux groupes (scolaires, associations, etc.) qu'aux individuels (familles, séjours week-end). L'accès est gratuit et différentes associations proposent des prestations variées : centre équestre, tir sportif, tennis, tir à l'arc, pêche, canoë, voile, aviron, pédalo sur le lac.
Le centre d'initiation aux sports de plein air (CISPA), accueille les scolaires de la l'agglomération du choletais tout au long de l'année.
Le centre touristique Raymond Russon, géré par France-Loc depuis début 2014, propose une offre étudiée en conséquence : gîtes, cottages, mobil-homes, emplacements tentes, caravanes et camping-cars, laveries, épicerie, passage d'un boulanger, restaurant, snack-bar, bibliothèque, courts de tennis, volley, aires de jeux pour enfants, marche, vélo, soirées thématiques en ce qui concerne les activités non aquatiques.
Depuis février 2020, un sentier pédagogique balisé  de 11 km, La Ribou'cle, permet de faire le tour du lac. Cet aménagement, permet non seulement aux sportifs de découvrir un très beau site naturel mais aussi les spécificités du lac, ses richesses et les actions nécessaires à la protection de la qualité de l'eau. Accessible uniquement aux marcheurs et adeptes du trail, il permet de parcourir la boucle en 2 h 50.

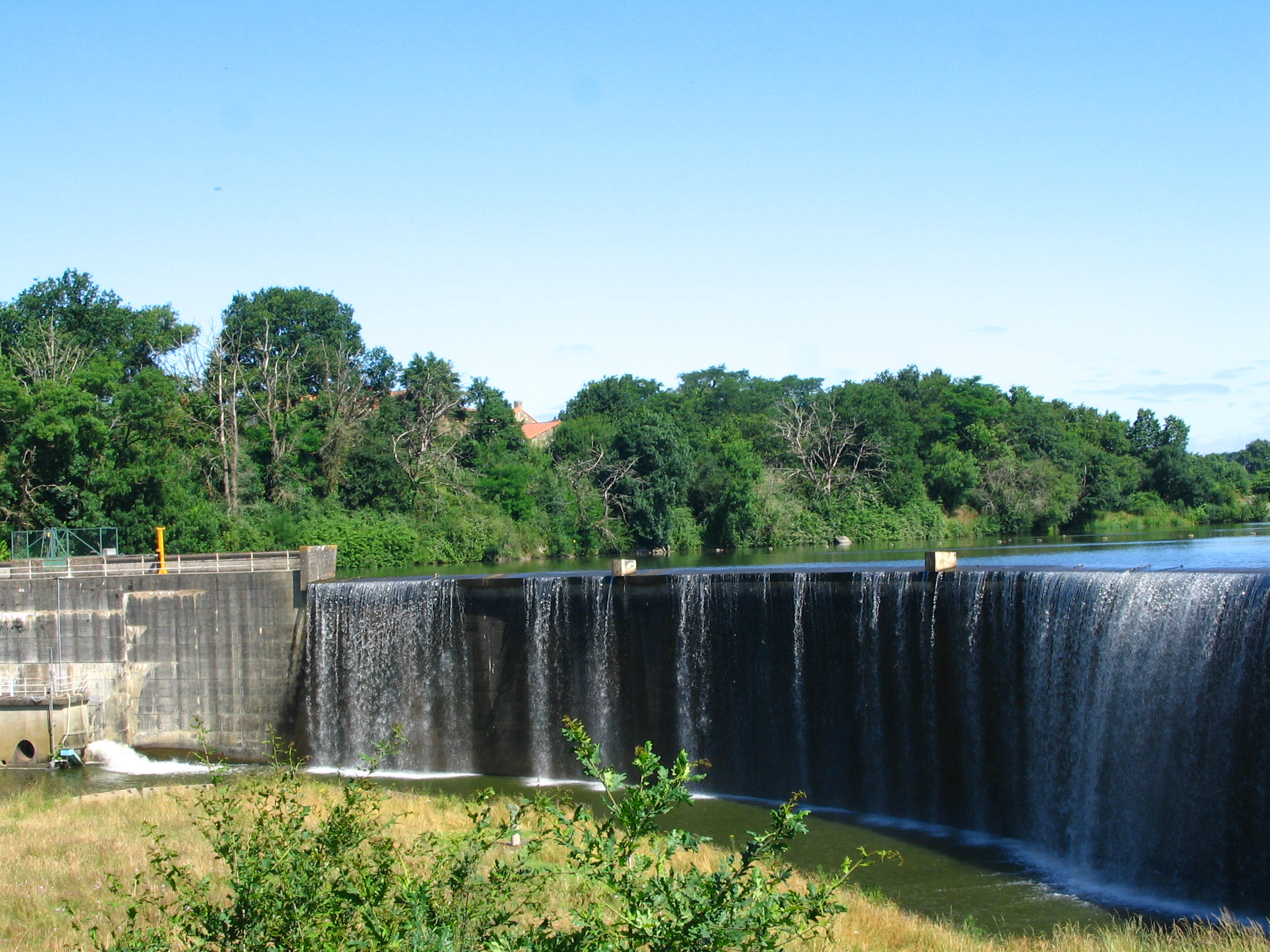
Le barrage.
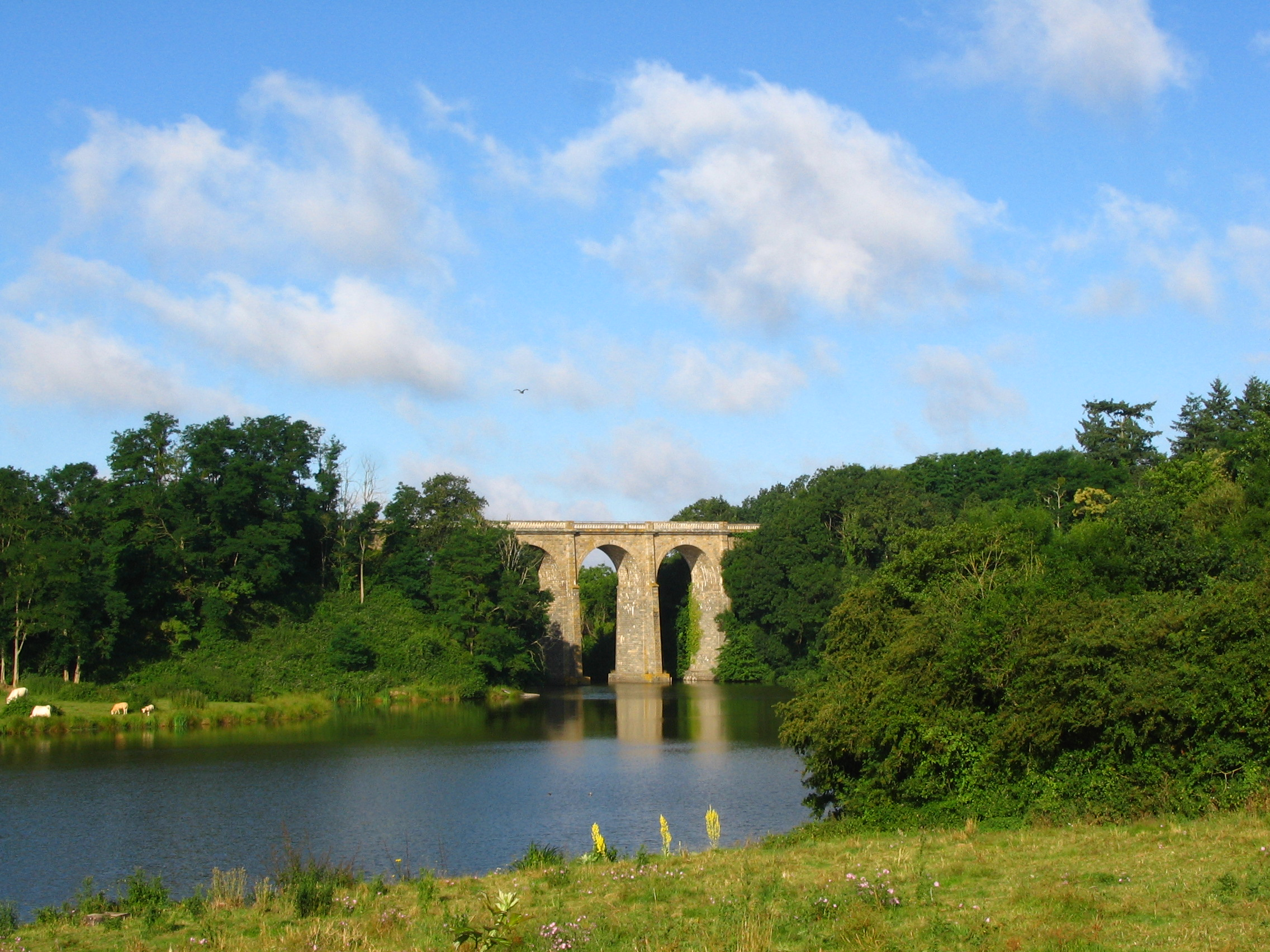
Extrémité est vers Mazières-en-Mauges et viaduc de l'ancienne voie ferrée Cholet-Bressuire.
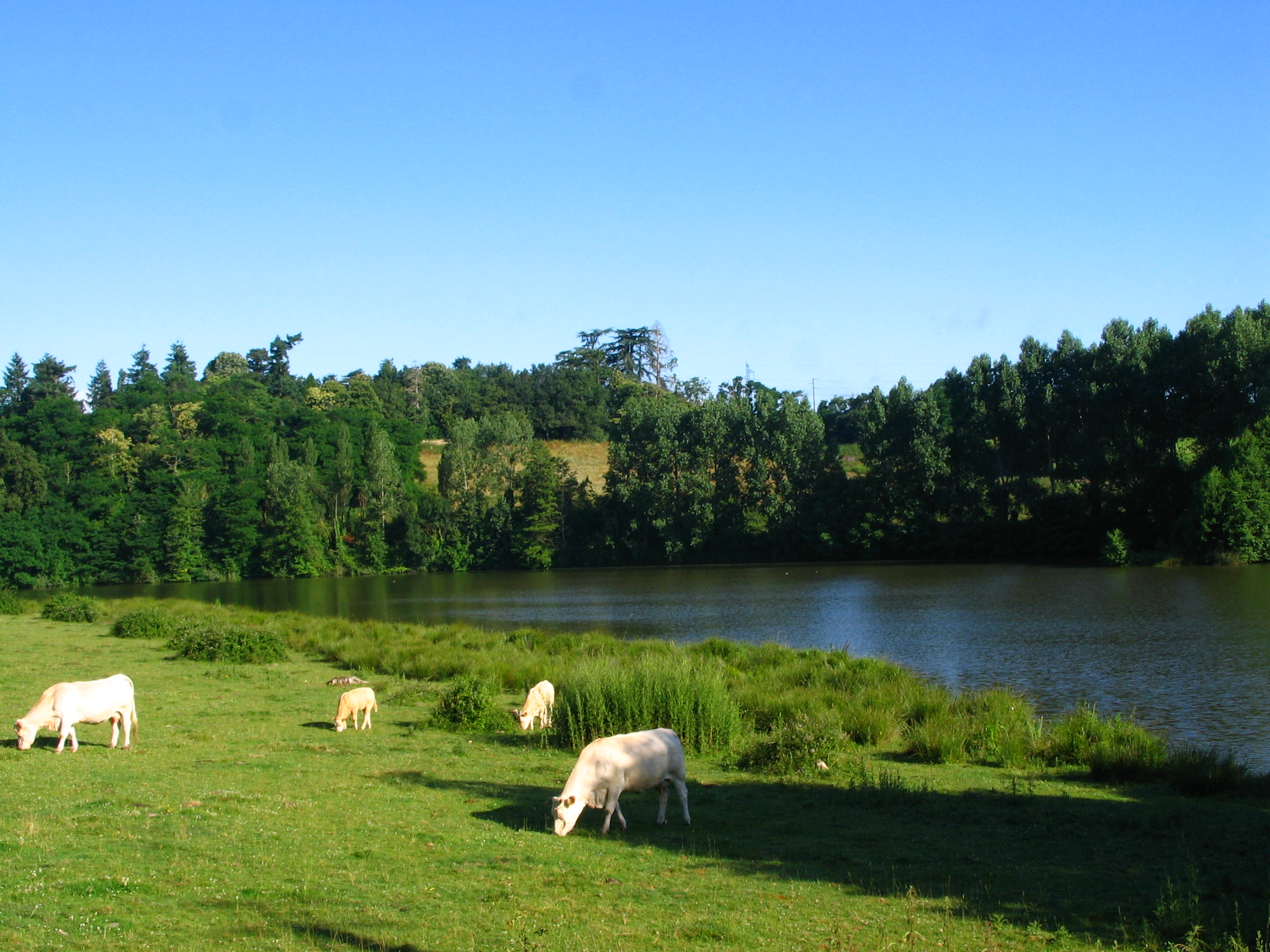
Vue du lac depuis la route de La Tessoualle.